# Betelhem Moges
Pour les articles homonymes, voir Moges.
Betelhem Moges Cherenet (née le 3 mai 1991) est une athlète éthiopienne, spécialisée dans la longue distance. Elle a remporté plusieurs semi-marathons et marathons.

## Biographie
En 2008, Moges termine septième aux Championnats du monde de cross-country junior à Édimbourg.
En 2012, elle remporte le semi-marathon d'Ústí nad Labem en 1 h 11 min 51 s.
Moges commence sa carrière en marathon en 2014, au marathon de Dubaï. Avec un temps de 2 h 26 min 42 s, elle finit en cinquième position. La même année, elle remporte le marathon d'Amsterdam en 2 h 28 min 35 s.
En 2015, elle est onzième au marathon de Dubaï avec un temps personnel de 2 h 24 min 29 s et elle remporte le marathon de Pékin.

## Records personnels
| Distance | Performance    | Date              | Lieu     |
| -------- | -------------- | ----------------- | -------- |
| 1 500 m  | 4 min 23 s 62  | 15 mai 2010       | Tajimi   |
| 3 000 m  | 9 min 01 s 49  | 12 octobre 2009   | Tajimi   |
| 5 000 m  | 15 min 25 s 26 | 28 septembre 2008 | Yokohama |

| Distance      | Performance     | Date            | Lieu    |
| ------------- | --------------- | --------------- | ------- |
| 10 km         | 32 min 33 s     | 21 juin 2014    | Olomouc |
| 15 km         | 49 min 12 s     | 21 juin 2014    | Olomouc |
| 20 km         | 1 h 06 min 47 s | 5 avril 2014    | Prague  |
| semi-marathon | 1 h 09 min 23 s | 21 juin 2014    | Olomouc |
| 25 km         | 1 h 25 min 40 s | 3 mai 2015      | Prague  |
| 30 km         | 1 h 43 min 13 s | 3 mai 2015      | Prague  |
| marathon      | 2 h 24 min 29 s | 23 janvier 2015 | Dubaï   |

## Palmarès

### 5000 m
- 2007 : 4e Shanghai Golden Grand Prix – 15 min 30 s 06

### 10 km
- 2012 :  Rahal Marrakech – 33 min 19 s
- 2013 : 4e Internationale en Libye, à Tripoli – 33 min 22 s

### Semi-marathon
- 2012 :  semi-marathon de Usti nad Labem - 1 h 11 min 51 s
- 2013 :  semi-marathon de Berkane - 1 h 11 min 21 s
- 2013 :  semi-marathon d'Olomouc - 1 h 10 min 38 s
- 2013 :  semi-marathon de Usti nad Labem - 1 h 12 min 07 s
- 2013 :  semi-marathon de Zhuhai - 1 h 11 min 00 s
- 2014 :  Semi-marathon de České Budějovice - 1 h 12 min 31 s
- 2014 :  semi-marathon d'Olomouc - 1 h 09 min 23 s
- 2016 :  semi-marathon, Gifu - 1 h 11 min 09 s

### Marathon
- 2014 : 5e marathon de Dubaï - 2 h 26 min 42 s
- 2014 :  marathon d'Amsterdam - 2 h 28 min 35 s
- 2015 : 10e marathon de Dubaï - 2 h 24 min 29 s
- 2015 : 6e marathon de Prague - 2 h 27 min 20 s
- 2015 :  marathon de Pékin - 2 h 27 min 31 s
- 2016 : 8e marathon de Nagoya - 2 h 26 min 36 s
- 2017 :  marathon du Cap - 2 h 30 min 22 s

### Cross-country
- 2008 : 7e Championnats du monde de cross-country juniors à Edimbourg – 20 min 13 s